# Nida Pińczów
Nida Pińczów – polski klub sportowy założony w 1946 roku. Drużyna piłkarska występuje w klasie okręgowej (grupa świętokrzyska).

## Historia sekcji piłkarskiej
Inicjatorem i założycielem klubu, który wówczas nie posiadał nazwy ani nie działał w oparciu o zrzeszenie bądź też organizację był Alfred Kobierski. Został on również pierwszym kapitanem zespołu, a drużyna rozpoczęła treningi na starym boisku położonym nad Nidą. W czerwcu 1945 roku piłkarze z Pińczowa rozegrali towarzyski mecz z oddziałami radzieckimi, które wracały z zachodu. Gospodarze pokonali rywali 11:0, zaś w kolejnym spotkaniu zwyciężyli drużynę Wojska Polskiego 12:1. Na przełomie 1945 i 1946 roku postanowiono oprzeć działalność zespołu o Ochotniczą Straż Pożarną w Pińczowie. Klub rozpoczął działalność jako zrzeszenie, przyjął nazwę KS OSP, a prezesem został Jerzy Gizowski. Klub zgłosił akces do Kieleckiego Okręgowego Związku Piłki Nożnej i przystąpił do rozgrywek klasy C. W 1949 roku zmieniono nazwę na KS Gawęda, zaś drużyna wywalczyła awans do klasy B. W 1952 roku zespół uzyskał kolejną promocję, lecz po reorganizacji rozgrywek ponownie znalazł się klasie B. W sezonie 1954 odbywały się derby Pińczowa pomiędzy Gawędą a drugą drużyna z tego miasta, Budowlanymi. Po zakończeniu rozgrywek doszło do połączenia obu zespołów w jeden o nazwie Budowlani. W 1957 roku nastąpiła kolejna zmiana nazwy, tym razem na Nida. Prezesem został major Józef Leksowski, pod którego kierownictwem klub występował przez kolejne 15. lat.
Pod koniec lat 50. funkcję trenera pełnił Marian Kurdziel i to on wprowadził w drużynie systematyczne treningi. Szybko przyniosły one efekt – w 1960 roku po wygraniu klasy B Nida w barażach pokonała Victorię Skalbmierz i powróciła do klasy A. W sezonie 1961/1962 podopieczni Mariana Jabłońskiego uplasowali się na drugim miejscu i wywalczyli promocję do klasy okręgowej. Jednym z napastników Nidy był wówczas Tadeusz Gręda, który dostał powołanie do reprezentacji Polski juniorów, zaś następnie grał w Zagłębiu Sosnowiec. W lidze okręgowej pińczowski zespół występował do 1969 roku, gdy po raz kolejny spadł do klasy A. Następny awans piłkarze Nidy uzyskali w 1974 roku, a w sezonie 1979/1980 rywalizowali w nowo utworzonej IV lidze międzyokręgowej, w której przeciwnikami były zespoły z województwa radomskiego i tarnobrzeskiego. W latach 80. Nida występowała w klasie okręgowej, z przerwą na sezon 1981/1982, kiedy to pińczowianie rywalizowali z innym drużynami w klasie A. W 1990 roku reaktywowano IV ligę międzyokręgową, w której znalazł się klub. Występował w niej przez kilka następnych lat, a w sezonie 1996/1997 zdobył tytuł mistrzowski równoznaczny z historycznym awansem do III ligi. W rozgrywkach trzeciego poziomu ligowego Nida z dorobkiem 36 punktów uplasowała się na 12. miejscu. Nieoczekiwane reformy spowodowały, że z ligi spadło jedenaście ostatnich zespołów, w tym zespół z Pińczowa. 24 listopada 1998 roku Nida została odznaczona przez Polski Związek Piłki Nożnej "Srebrnym Medalem PZPN". W sezonie 2000/2001 po kolejnych reorganizacjach drużyna znalazła się w nowo utworzonej IV lidze świętokrzyskiej.
W 2001 roku klub pozyskał sponsora, firmę "Lafarge Nida Gips" i po wzmocnieniach składu wrócił w szeregi trzecioligowców. Pobyt wśród nich nie trwał jednak długo ponieważ Nida zajmując 15. lokatę została zdegradowana. 4 lipca 2003 roku drużyna została odznaczona przez Polski Związek Piłki Nożnej "Srebrną Odznaką Honorową PZPN". Po spadku zespół przechodził kryzys organizacyjny, jednak mimo to walczył o ponowną promocję z Wierną Małogoszcz. Główny rywal okazał się jednak lepszy i to on uzyskał awans. W czerwcu 2004 roku sekcja piłki nożnej KS Nida została przekazana do Parafialnego Klubu Sportowego Ponidzie-Nida i zgłoszona do rozgrywek IV ligi świętokrzyskiej jako Autonomiczna Sekcja Piłki Nożnej PKS Ponidzie-Nida Pińczów. Również w sezonie 2004/2005 zespół znajdował się w czołówce tabeli, jednak pierwsze miejsce zajął AKS Busko-Zdrój. W kolejnych rozgrywkach Ponidzie ponownie wymieniane był wśród faworytów ligi, ale najlepszym zespołem okazały się rezerwy pierwszoligowej Korony Kielce.
W jubileuszowym 2006 roku piłkarzem 60-lecia wybrano Wojciecha Chrobota, a trenerem Zdzisława Boduszka. W sezonie 2006/2007 Ponidzie znów prezentowało się solidnie. Napastnik klubu Robert Chlewicki z 26. golami na koncie został najskuteczniejszym zawodnikiem ligi, ale wynik ten nie pomógł drużynie w awansie. Na półmetku sezonu 2007/2008 Ponidzie zajmowało pierwsze miejsce. Utrzymało je do końca rozgrywek i zagrało w barażach o awans do nowo tworzonej II ligi. W nich klub spotkał się z Izolatorem Boguchwała i okazał się lepszy, a promocję dał lepszy bilans goli zdobytych na wyjeździe. W drugoligowej rywalizacji piłkarze z Pińczowa zajęli 16. lokatę, która nie pozwoliła im wziąć udziału w barażach o utrzymanie. Po spadku z zespołu odeszli trener i kluczowi zawodnicy, zmienił się także zarząd klubu. Ściągnięto kilku piłkarzy, głównie z Kielc i Jędrzejowa. Trener Ireneusz Pietrzykowski, który po roku powrócił do Pińczowa, zaczął budować nową drużynę. W sezonie 2009/2010 Nida zajęła 11. miejsce. Wystąpiła także w Remes Pucharze Polski, w którym odpadła w rundzie przedwstępnej po porażce w rzutach karnych z Kolejarzem Stróże.

## Występy w III poziomie ligowym
Opracowano na podstawie materiału źródłowego.

## Inne sekcje
W latach 1970–1987 klub posiadał także drużynę piłki ręcznej, a w latach 1995-1998 zespół siatkarski.